# 코넬리우스 스튜어트
코넬리우스 스튜어트(영어: Cornelius Stewart, 1989년 10월 7일 ~ )은 세인트빈센트 그레나딘의 축구 선수로 현재 인도네시아 리가 1의 스멘 파당에서 공격수 겸 미드필더로 활동 중이며 세인트빈센트 그레나딘 대표팀의 에이스 겸 주장이자 세인트빈센트 그레나딘 대표팀 국제 A매치 최다 출전자이다.